# Skänkelblock

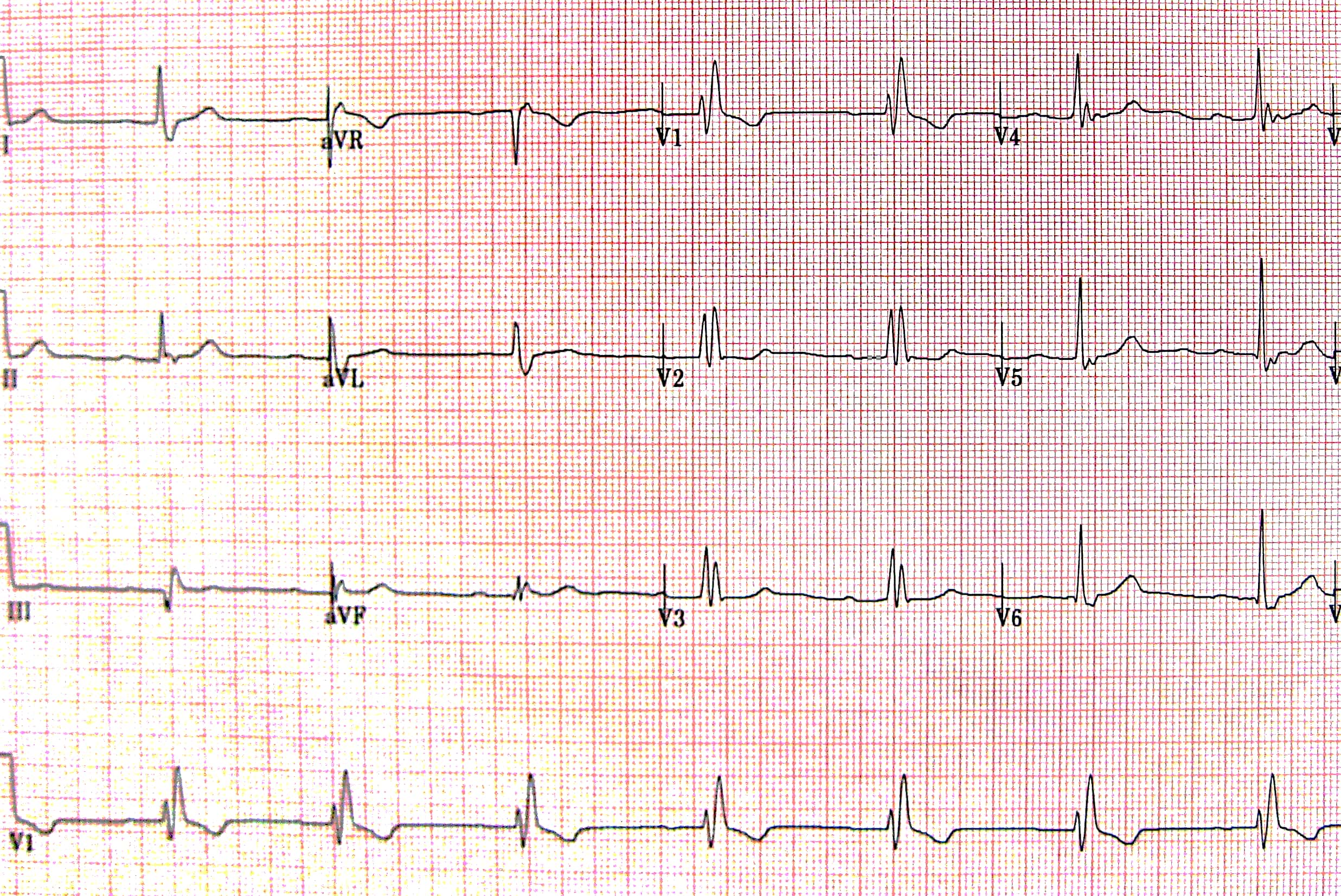
Högersidigt skänkelblock.

Vid ett skänkelblock eller grenblock finns det ett brott i en av hjärtats skänklar i retledningssystemet, antingen skänkeln som aktiverar höger (högersidigt skänkelblock) eller vänster (vänstersidigt skänkelblock) kammare. Detta ger en indirekt aktivering av båda kamrarna utifrån endast en av skänklarna, som ger ett specifikt utseende på EKG-bilden.

## Högersidigt skänkelblock

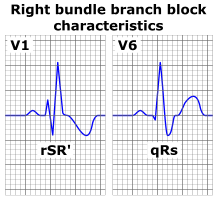
Högersidigt skänkelblock.

Vid ett högersidigt skänkelblock har den högra av hjärtats skänklar av någon anledning brutits, detta gör att högerkammaren istället kommer aktiveras utifrån den depolarisering som vänsterkammaren genomgår. Indirekt kommer höger kammare således att aktiveras utifrån den vänstra skänkeln.
När aktiveringen på detta vis inte sker genom retledningssystemet kommer depolariseringen att ta längre tid, vilket i ett EKG ses som en QRS-tid över 0,12 sekunder. Då spridningen kommer att gå från den vänstra kammaren och över till den högra, kommer också den förändrade spridningen att ge upphov till de M-formade (rSR') QRS-komplexen som ses i V1.  
Högersidigt skänkelblock kan oftast betraktas som en normalvariant utan behov av någon speciell behandling.

### Diagnostisering
EKG:
- QRS-tid > 0,12 s.
- M-formade (rSR') QRS-komplex i V1.
- Bred S-våg i V5.

## Vänstersidigt skänkelblock

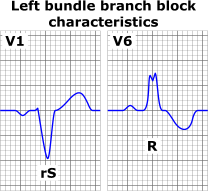
Vänstersidigt skänkelblock.

Vid ett vänstersidigt skänkelblock har den vänstra av hjärtats skänklar brutits, vilket gör att vänster kammare istället kommer att aktiveras efter högerkammarens depolarisering. Detta ger en förlängd depolariseringstid av kamrarna, och ses som en QRS-tid över 0,12 s. Dessutom kommer det att uppstå ett M-format QRS-komplex på V6. 
Vänstersidigt skänkelblock ses väldigt sällan i en normal population, utan kan istället vara ett tecken på kärlkramp. 

### Diagnostisering
EKG:
- QRS-tid > 0,12 s
- M-formade QRS-komplex i V6.
- Bred S-våg i V1.